# Josef Škalda

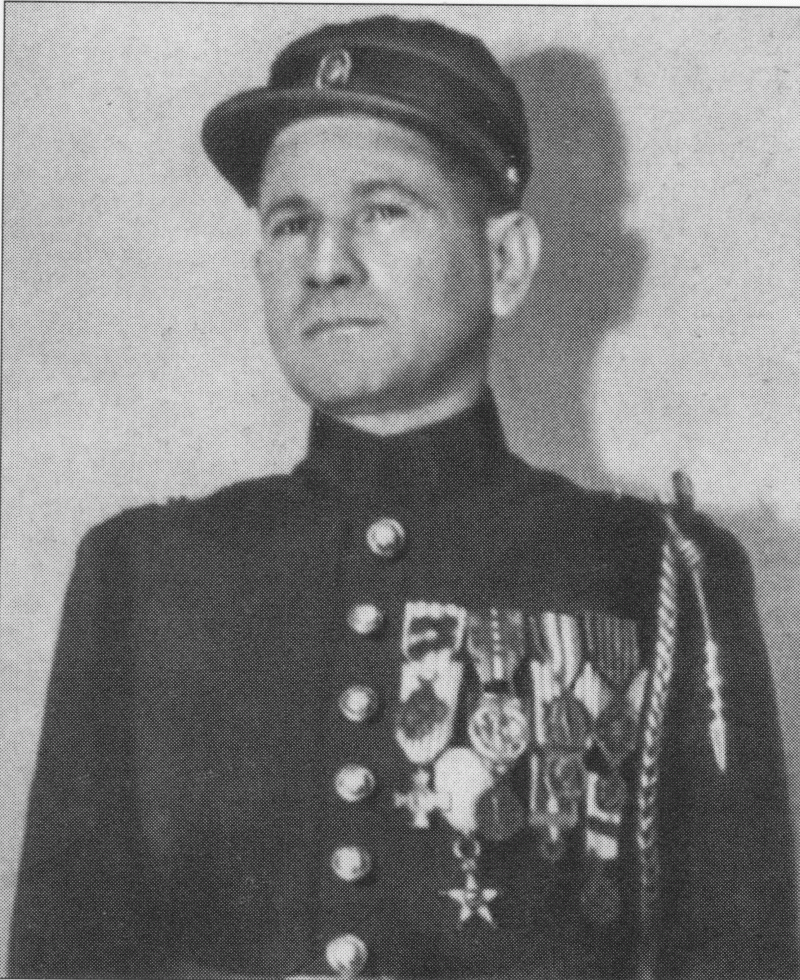
Josef Škalda in der Legionärsuniform

Josef Škalda (* 15. August 1894 in Malé Petrovice; † 23. Januar 1942 in Berlin-Plötzensee) war während des Ersten Weltkrieges Soldat in der Fremdenlegion und dann in den Tschechoslowakischen Legionen in Frankreich. Während des Zweiten Weltkrieges war er im tschechoslowakischen Widerstand aktiv, indem er die sehr bekannte und geschätzte Widerstandszeitschrift V boj herausgab. Dafür wurde er zum Tode verurteilt und in Berlin-Plötzensee hingerichtet.

## Leben
Josef Škalda, ursprünglich gelernter Schneider, ging noch vor dem Ausbruch des Ersten Weltkrieges nach Frankreich und trat am 29. Juli 1914 der französischen Fremdenlegion bei, in der er in Nordafrika diente und unter anderem an den Kämpfen in Algerien und Marokko teilnahm. Nach der Errichtung der Tschechoslowakischen Legionen in Frankreich wurde er in deren 21. Schützenregiment versetzt. Nach der Entstehung der Tschechoslowakei 1918 nahm er an den Kämpfen mit Polen im Konflikt um das Olsagebiet wie in der Slowakei gegen Ungarn teil. Nach 1921 diente er bei der Polizei. Aus der Zeit in der Fremdenlegion stammen seine Auszeichnungen
„Médaille Coloniale (Maroc)“  Medaille „Mutaj el Hafid“ sowie „Médaille Commémorative Coloniale 1914–1918“, nach dem Kriegsende kamen noch Croix de guerre (1914–1918), Tschechoslowakisches Kriegskreuz 1914–1918 sowie Tschechoslowakische Revolutionsmedaille.
Nach der Besetzung der Tschechoslowakei durch die deutschen Truppen 1939 und nach der Errichtung des Protektorats Böhmen und Mähren hat Škalda, beeinflusst durch die Rundfunkrede des Präsidenten Edvard Beneš vom 19. März 1939 in Chicago, angefangen, Flugblätter mit dieser Rede und anderen Aufrufen zu verteilen. Im März 1939 hat er mit einer Gruppe Gleichgesinnter die Zeitschrift V boj gegründet, die sich zu der Tradition einer Legionärszeitschrift aus dem Jahr 1917 bekannte. Die Zeitschrift gewann bald weitere Helfer, sowohl für die Redaktion (darunter bekannte Persönlichkeiten wie Vojtěch Preissig, Milada Marešová oder Milena Jesenská) wie auch für die Verbreitung, so dass sie innerhalb kurzer Zeit zu der wichtigsten illegalen Zeitschrift des Widerstandes im besetzten Protektorat wurde. Sein Bruder Václav Škalda hat in der Region Hradec Králové ebenfalls an Ausgaben der Zeitschrift gearbeitet.
Škaldas Gruppe wurde im Herbst 1939 durch die Gestapo zerschlagen, er selbst wurde am 10. November 1939 verhaftet. Er wurde als schuldig befunden, durch seine Tätigkeit Hochverrat begangen zu haben, zum Tode verurteilt und am 23. Januar 1942 in Berlin-Plötzensee hingerichtet.